# 第22軍団 (北軍)
南北戦争中の北軍第22軍団（XXII Corps）は1862年2月2日にワシントンD.C.地区の駐屯部隊を統合して結成された、ワシントン防衛を主任務とした軍団である。3個歩兵師団と1個騎兵師団（ジャドソン・キルパトリック師団長。ゲティスバーグ方面作戦中に第22軍団を離れてポトマック軍に加わった）で構成されていた。隷下の多くの部隊が、ユリシーズ・グラントのオーバーランド方面作戦ではポトマック軍に加わった。

## 歴史

### ワシントン軍管区
1863年2月2日、ワシントン軍管区（Department of Washington）が設立された。その管轄地域は、東南端がピスカットウェイ・クリーク（Piscataway Creek）、北東はアナポリス・ジャンクション（現在のフォード・ミード（Fort George G. Meade）付近）、北西はモノカシー川（Monocacy River）、南西はブルラン山地（Bull Run Mountains）であった。管轄区域は戦争期間中に拡大され、周辺のメリーランド州とバージニア州のカウンティも含むこととなった。
ワシントン軍管区の軍需品科は北軍最大の軍需品科であった。任務はビルの建設から、要塞の維持、補給、道路建設、武器の試験の他に様々な業務に及んだ。ワシントンはまた、ポトマック軍都ジェームズ軍への物資補給拠点であった。

### 第22軍団
軍団は2個ないし6個の師団から構成される組織で、通常は少将が司令官を務める。米国における最初の軍団は1862年7月17日に設立されている。それ以前は、複数の師団からなる組織は「大師団（Grand Division）」や「翼（Wing）」と呼ばれていた。軍団の上部組織としては軍があるが、第22軍団の上部組織としての軍はなかった。
第22軍団の創設は1863年2月2日である。通例通り、軍団長はワシントン軍管区の司令官も兼ねた。軍団の存続中、多くの連隊が主としてポトマック軍に送られ、またそこから戻ってきた。

## 戦闘

### モスビーの襲撃
一般にはモスビー・レンジャーまたはモスビー・レイダーとして知られる、ジョン・モスビー大佐が指揮する南軍第43バージニア騎兵大隊（43rd Battalion Virginia Cavalry）は、モスビー連合（Mosby's Confederacy）と呼ばれたバージニア数ロードン・カウンティ（Loudoun County）からフェアファックス・カウンティ（Fairfax County）に懸けた地域に何度も急襲をかけてきた。モスビーの襲撃の多くが、第22軍団が防衛を担当する地域に対して行われ、ウィリアム・ギャンブル（William Gamble (general)）准将の騎兵師団や他の22軍団の所属部隊と何度も小競り合いを演じた。ジュバル・アーリーのバレー方面作戦において、モスビー・レイダーは第2バーモント旅団の旅団長であったエドウィン・ストートン（Edwin H. Stoughton）准将を捕虜にし、シオン山教会で電信線を切断し（Action at Mount Zion Church）、鉄道と補給拠点を何度も襲撃した。

### スティーブンス砦の戦い
第22軍団は、1864年のジュバル・アーリーのワシントン襲撃を阻止した、7月11日のスティーブンス砦の戦いにおいて重要な役割を果たした。マーティン・ハーディン（Martin Davis Hardin）の師団は散兵線を敷き、小規模な戦闘を行い、戦死・戦傷73人の損害を出した。翌日、アーリーはホレイショ・ライト少将の第6軍団と名誉准将のウィリアム・エモリー（William H. Emory）の第14軍団のベテラン兵士による防御線を発見した。小規模な戦闘の後、7月13日にアーリーはバージニアに撤退した。

## 歴代軍団長
| サミュエル・ハインツェルマン（Samuel P. Heintzelman）少将 | 1863年2月2日 — 1863年10月13日  |
| クリストファー・オーガー（Christopher C. Augur）少将      | 1863年10月13日 — 1865年6月11日 |
| ジョン・パーク少将                                        | 1865年6月7日 — 1865年6月26日   |

## 参考資料
- Boatner, Mark M. III, The Civil War Dictionary: Revised Edition, David McKay Company, Inc., 1984.
- Eicher, John H., and Eicher, David J., Civil War High Commands, Stanford University Press, 2001, ISBN 0-8047-3641-3.
- Fox, William F., Regimental Losses in the American Civil War, reprinted by Morningside Bookshop, Dayton, Ohio, 1993, ISBN 0-685-72194-9.
- The War of the Rebellion: Official Records of the Union and Confederate Armies at Making of America, コーネル大学